# Type Mouchon
Vous lisez un « bon article » labellisé en 2025.
Le type Mouchon (ou République des Droits de l’homme, abrégé en Droits de l'Homme selon la dénomination officielle de l'administration postale) est une série de timbres-poste d'usage courant en service en France du 4 décembre 1900 à juin 1903 en remplacement du type Paix et Commerce. Ils servent de valeurs d'affranchissement intermédiaires entre les timbres au type Blanc réservés aux petites valeurs faciales et ceux au type Merson pour les fortes valeurs faciales, émis à la même date.
Une impression en deux passages devait en réduire le coût de fabrication mais cette technique se révèle au contraire désastreuse et elle est très vite abandonnée. En outre, le dessin est fortement critiqué et, malgré des retouches apportées en 1902 par son créateur Louis-Eugène Mouchon, il est finalement retiré entre avril et juin 1903 au profit du type Semeuse qui sert jusqu'en 1940.
En 1902, le dessin retouché sert également pour fabriquer des timbres en usage dans les bureaux français à l'étranger ; ces vignettes connaissent une carrière bien plus longue qu'en France puisqu'elles restent en circulation jusqu'en 1931.

## Genèse
En 1894, le député de la Seine Gustave Mesureur lance un concours qui a pour but de remplacer le type Paix et Commerce (ou type Sage), gravé par Louis-Eugène Mouchon et utilisé depuis 1876, par un timbre qui représenterait mieux, notamment à l'étranger, les valeurs républicaines de la France ; un cahier des charges, qui précise l'esprit dans lequel doit être conçue l'illustration ainsi que les mentions à faire apparaître, est élaboré. Près de 700 projets sont présentés, dont plusieurs proposés par Mouchon lui-même, comme dessinateur cette fois, mais le jury d'artistes ne décerne finalement aucun prix en raison d'un niveau jugé insuffisant ; il accorde toutefois des mentions honorables pour cinq œuvres. L'administration des Postes, alors peu favorable à ce changement de timbres pour des raisons pratiques et financières, se satisfait de l'échec du concours.
En décembre 1898, le Comité technique postal décide de répartir les valeurs faciales entre trois nouveaux types de timbres d'usage courant, avec désormais le soutien de l'administration des Postes décidée à renouveler ses méthodes d'impression pour en faire baisser les coûts. Le ministre du Commerce Alexandre Millerand et son sous-secrétaire d'État aux Postes Léon Mougeot consultent les projets du concours de 1894 et décident d'utiliser une proposition de Mouchon qui ne faisait pourtant pas partie des cinq projets distingués en demandant au dessinateur de modifier son projet : sur ce dernier, l'allégorie est coiffée d'un casque et la valeur faciale est inscrite dans un blason,. Mouchon assure lui-même, d'après ses dessins, la gravure du timbre qui prend la dénomination de République des Droits de l'Homme, abrégée dans le langage philatélique en Droits de l'Homme, l'appellation la plus répandue étant cependant type Mouchon.
| - Type Blanc, 5 c. - Type Merson, 5 F. |

Les cinq timbres au type Mouchon (valeurs faciales médianes) font partie d'une gamme complète de vignettes d'affranchissement avec cinq timbres au type Blanc (faibles valeurs faciales de 1 à 5 c) et cinq timbres au type Merson (valeurs faciales élevées de 40 c à 5 F). Contrairement au type Blanc dont il faut créer le dessin et pour lequel des retards ont lieu, le type Mouchon est prêt à être émis dès mai 1900 pour l'Exposition universelle à Paris, comme prévu. Millerand veut toutefois une émission simultanée : elle a finalement lieu le 4 décembre 1900 au palais Bourbon et au palais du Luxembourg, après la fermeture de l'exposition ; c'est la première vente anticipée de timbres en France.
Ce n'est que le lendemain, 5 décembre 1900, que les autres bureaux de poste parisiens sont approvisionnés.

## Émissions de 1900

### Description

#### Généralités
Le timbre mesure 18 × 22 mm ; il est dentelé 14 × 13½.
L'illustration est une allégorie féminine de la République coiffée d'un bonnet phrygien et d'une couronne de lauriers, signe de paix, même si elle est vêtue d'une cuirasse défensive. Représentée assise et de profil, elle tient de sa main gauche une table de pierre sur laquelle est gravée la mention « DROITS DE L'HOMME » et dans la main droite une main de justice qui repose sur son épaule. Une tête de lion sur la cuirasse signale le courage de la République.
La mention du pays « REPVBLIQVE FRANÇAISE » se trouve en bas d'un cadre orné. En haut à droite, un cartouche à fond blanc accueille la valeur faciale sous le mot « POSTES ». Les timbres sont imprimés en typographie à plat. Chaque feuille comporte 300 timbres ; elle est alors coupée en deux pour être vendue sous la forme de deux feuilles de 150 timbres.

#### Type I et type II

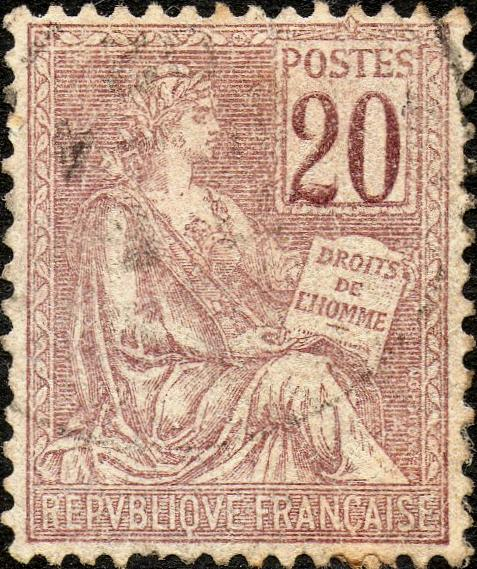
Mouchon 20 c type I. Valeur faciale mal centrée verticalement et encres de nuances différentes.

Cinq valeurs sont émises le 4 décembre 1900. Le 10 centimes rouge et le 25 centimes bleu existent sous deux types, I et II, le 15 centimes orange sous le type II, le 20 centimes brun-lilas et le 30 centimes lilas uniquement sous le type I ; les importants stocks de ces deux derniers timbres au regard de leur utilisation ne justifient pas le lancement d'une nouvelle édition au type II.

Principe d'impression d'un Mouchon au type I.

Les timbres au type I sont imprimés en deux passages. Dans un premier temps, un même galvanotype sert pour toutes les valeurs dans le but de réduire les coûts de fabrication, ce galvanotype représentant le dessin compliqué du timbre mais avec le cartouche vierge de sa valeur faciale. Dans un second temps, les feuilles repassent sous presse pour l'impression de la valeur faciale ; un galvanotype, simple, est fabriqué pour chaque valeur. Entre les deux presses, le papier a tendance à se déformer très légèrement ce qui provoque de mauvais centrages fréquents de la valeur faciale à l'intérieur de son cartouche ; en outre, le nuance de l'encre peut varier d'une presse à l'autre : la technique se révèle rapidement désastreuse sur le plan financier en raison du grand nombre de feuilles imprimées devant être mises au rebut et elle est abandonnée avant même la mise en vente des timbres.
Pour le type II, l'impression, toujours en typographie, est réalisée en une seule fois ; les chiffres de la valeur faciale sont fixés dans le cartouche de chaque poinçon mais peuvent être changés selon les besoins. De ce fait, la couleur du timbre est toujours homogène et la valeur faciale bien centrée dans son cartouche. Des différences dans le dessin permettent de distinguer les types I et II pour les deux valeurs concernées, les 10 et 25 c. Sur le 10 centimes, la base du « 1 » est rectiligne sur le type I concave pour le type II ; la différence de couleur, rose pour le type I et rouge pour le type II, est plus difficile à apprécier. Pour le 25 centimes, le cadre intérieur du cartouche est un trait continu sur le type I, mais discontinu sur le type II. Les barres verticales du « T » de « POSTES » et du « 5 » de « 25 » sont toujours parfaitement alignées.
En raison du changement de technique d'impression en cours de tirage, les différents types sont mis simultanément en vente le 4 décembre 1900.

### Tirages et usages
| Valeur faciale | Couleur    | Type | Émission   | Retrait    | Tirage        |
| -------------- | ---------- | ---- | ---------- | ---------- | ------------- |
| 10 c           | rose       | I    | 04/12/1900 | 01/06/1902 | 13 350 000    |
| 10 c           | rouge      | II   | 04/12/1900 | 01/06/1902 | 85 000 000    |
| 15 c           | orange     | II   | 04/12/1900 | 01/12/1902 | 1 400 000 000 |
| 20 c           | brun-lilas | I    | 04/12/1900 | 01/05/1902 | 5 100 000     |
| 25 c           | bleu       | I    | 04/12/1900 | 01/07/1902 | 25 000 000    |
| 25 c           | bleu       | II   | 04/12/1900 | 01/07/1902 | 71 000 000    |
| 30 c           | lilas      | I    | 04/12/1900 | 01/04/1902 | 11 000 000    |

Le 10 c, qui sert à affranchir les cartes postales pour la France comme pour l'étranger, existe aussi, pour le type II, sous forme d'entier postal (vignette imprimée sur son support, carte ou enveloppe).
Le 15 centimes est destiné à affranchir les lettres ordinaires (poids inférieur à 20 g) pour la France, d'où l'importance de son tirage ; c'est en prévision du même usage que le timbre est également présenté sous forme d'entier postal. En 1904, alors que le timbre est retiré de la vente, il sert pour des essais de confection de carnets, présentation alors inédite ; ces carnets ne sont pas commercialisés.
Le 20 c est une valeur complémentaire. Le 25 c affranchit les lettres pour l'étranger et le 30 c les lettres intérieures de deuxième échelon (20 à 50 g).

### Accueil largement défavorable
Le dessin est très mal accueilli par la presse, philatélique ou non, et par une partie du public, le timbre étant qualifié de « moche, flou et froid ». Des trois types émis en 1900, le Mouchon est le plus couramment utilisé, ses valeurs faciales correspondant à la plus grande partie du courrier expédié ; toutefois, le public est désorienté par le changement des couleurs : l'usage le plus courant (lettre simple intérieure) passe du bleu à l'orange sur recommandation de l'Union postale universelle.

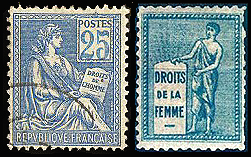
Mouchon (type I) et vignette féministe.

En réaction à la présence de la table des « Droits de l'Homme », des ligues féministes collent des vignettes « Droits de la Femme » à côté de ces timbres sur leur courrier.
Le philatéliste Arthur Maury critique les « V » à la place des « U » dans la mention du pays — la même typographie est adoptée pour les Blanc et les Merson — ainsi que la présence de la main de justice reposant sur l'épaule du sujet, un symbole de la monarchie.
À la Chambre des députés même, Léon Mirman, député de la Marne, réclame et obtient l'organisation d'un vote à la Chambre des députés le 24 décembre 1900 sur le retrait du type Mouchon ; 250 voix se portent sur le maintien contre 243 favorables à l'abandon du timbre.
Le 15 janvier 1901, Alfred Jarry donne son avis sur le type Mouchon, qu'il raconte avoir découvert lors d'un achat chez un marchand de tabac. Il trouve que l'allégorie de la République est représentée en prostituée : « la vignette représente une scène plutôt regrettable : une dame, aveugle et le bras en écharpe, assise sur un pliant, apitoie les passants au moyen d'une pancarte qui promet à l'homme, sur sa personne, tous les droits ; au-dessus de sa tête se balance une lanterne avec le numéro de sa maison. Le prix s'élève, pour les étrangers, jusqu'à vingt-cinq centimes, quoique ce soit toujours la même dame »,.

## TypeMouchonretouché de 1902

### Modifications visibles
Pour répondre aux critiques sur le timbre lui-même et pour résoudre les difficultés techniques de sa fabrication, le dessin est retouché par Mouchon pour des émissions étalées tout au long de l'année 1902 pour chacune des cinq valeurs précédentes.
Le cartouche de la valeur faciale est désormais un écu couronné de laurier dans lequel la valeur faciale figure dès l'origine ; le timbre est imprimé en une seule passe, comme le type II de 1900.
Le mot « POSTES » est centré dans la ligne de décoration en haut du timbre. Le dessin général du timbre est également revu dans les moindres détails, de nombreuses ombres sont gommées pour éclaircir le motif. La couleur du 15 centimes passe de l'orange au vermillon ; sur certains tirages, cette couleur se révèle proche du rose du 10 c que des utilisateurs peu scrupuleux tentent d'utiliser à la place du 15 c après avoir maquillé le « 10 » en « 15 ». Les caractéristiques générales du timbre (dimensions, dentelure, technique d'impression) restent identiques à celles du type II.

### Tirages et usages
Le nombre de timbres émis n'est pas connu.
| Valeur faciale | Couleur    | Émission   | Retrait    |
| -------------- | ---------- | ---------- | ---------- |
| 10 c           | rose       | 18/06/1902 | 01/05/1903 |
| 15 c           | vermillon  | 18/12/1902 | 01/04/1903 |
| 20 c           | brun-lilas | 01/05/1902 | 01/06/1903 |
| 25 c           | bleu       | 01/07/1902 | 01/04/1903 |
| 30 c           | violet     | 01/04/1902 | 01/06/1903 |

À valeur faciale identique, les utilisations des Mouchon retouchés sont les mêmes que celles des timbres de 1900, aucune modification des tarifs postaux ne survenant entre 1900 et 1903.

### Timbres toujours décriés
Malgré les modifications apportées, la popularité de ces timbres d'usage courant ne s'accroît pas. En octobre 1902, Georges Trouillot, ministre du Commerce, et Alexandre Bérard, sous-secrétaire d'État chargé des Postes, décident leur remplacement par la Semeuse dont le motif dessiné par Oscar Roty est déjà utilisé sur les pièces de monnaie depuis 1897 et c'est Mouchon lui-même qui est désigné pour en graver les poinçons. Le remplacement s'effectue entre avril et juillet 1903.

## Autres utilisations

### Franchise militaire
| - Mouchon. - Mouchon retouché. |

Depuis la loi du 29 décembre 1900, les militaires doivent utiliser un timbre surchargé « F. M. » pour « franchise militaire » sur les deux lettres mensuelles qu'ils ont le droit d'envoyer en franchise, c'est-à-dire gratuitement, et, pour éviter tout abus, c'est le préposé lui-même qui est chargé d'apposer le timbre sur le pli déjà cacheté, les usagers n'étant normalement pas autorisés à stocker ces vignettes en vue d'une utilisation ultérieure.
Le premier timbre de franchise militaire est le 15 centimes orange au type Mouchon qui est émis en juin 1901 après des essais portant sur la police de caractères choisie pour imprimer la surcharge. Le second est le 15 centimes dans la version retouchée vermillon ; il est émis en avril 1903.
Comme pour les autres timbres Mouchon, le 15 centimes « Franchise militaire » est finalement remplacé par une Semeuse lignée, le 15 centimes vert, en juillet 1904.

### Outre-mer
Entre 1902 et 1931, le type Mouchon retouché est adapté pour imprimer des timbres qui servent dans de nombreux bureaux français à l'étranger, :
- Alexandrie ;
- Levant (Castellorizo, Cilicie, Constantinople, Beyrouth, île Rouad, Jérusalem) ;
- Cavalle ;
- Chine (Shangaï, Tien Tsin, Hankéou, Tche Fou, Pékin, Amoy, Arsenal Pagoda, Fou Tchéou et Ning Po) ;
- Crète (Candie, La Canée, Hiepapatra, Rethymno, San Nicolo, Sitía) ;
- Dédéagh ;
- Maroc (et Tanger) ;
- Port-Saïd ;
- Zanzibar.

Couleurs et valeurs faciales sont inchangées ; ce sont les inscriptions qui sont modifiées. La mention « POSTE FRANÇAISE » prend place en haut et le nom du pays en bas, en blanc sur fond uni de couleur. Plusieurs de ces séries sont surchargées d'une valeur en monnaie locale et, le cas échéant, du nom du bureau.

Type Mouchon des bureaux français à l'étranger.
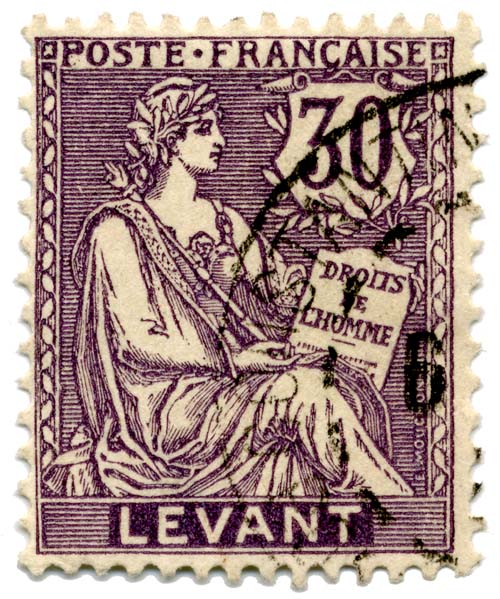
Levant.
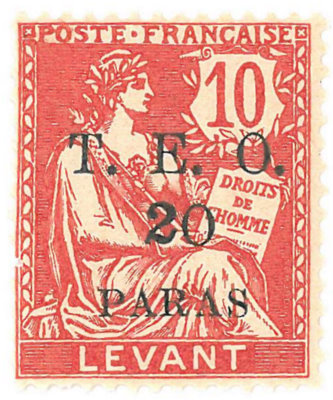
Cilicie avec surcharge T.E.O. (Territoires ennemis occupés) et monnaie locale.
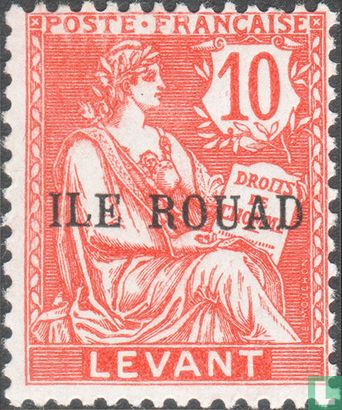
Île Rouad.
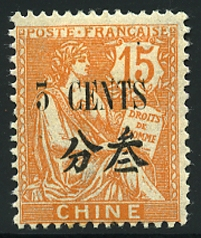
Chine avec surcharge bilingue en monnaie locale.
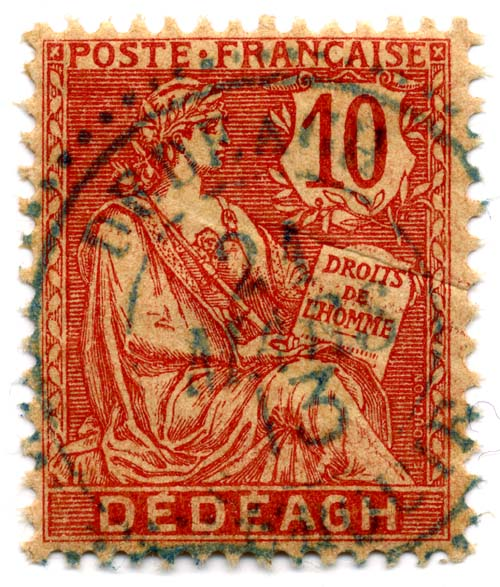
Dédéagh.
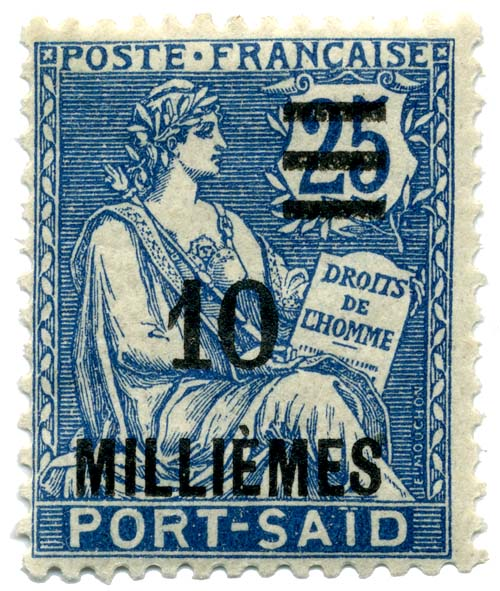
Port-Saïd avec surcharge en monnaie locale.

## Timbres commémoratifs
Malgré un accueil défavorable et une courte carrière, le type Mouchon connaît deux émissions commémoratives.
Une reproduction du 25 centimes bleu de 1900 gravée par Jules Piel figure en timbre sur timbre dans la bande émise à l'occasion de Philatec, exposition philatélique internationale de Paris en 1964, aux côtés du type Blanc et de deux timbres sur les activités des PTT.
Dans l'hommage aux anciennes séries d'usage courant lors des émissions de la Journée du timbre de 1994 à 1998, le type Mouchon est honoré en mars 1997 : l'allégorie gravée par Jacky Larrivière est imprimée en bleu et en taille-douce sur un fond violet.

## Variétés et intérêt philatélique
Les Mouchon au type I sans défaut sont rares. Outre les problèmes liés à l'impression du timbre en deux étapes (mauvais placement de la valeur dans le cartouche et différence de teinte), les timbres sont souvent décentrés quand les peignes de perforation sont mal positionnés. Seuls 10 à 20 timbres par feuille de 300 sont parfaitement centrés, certaines feuilles devant même être entièrement mises au rebut. La valeur faciale peut faire l'objet d'une double impression (les chiffres sont imprimés deux fois avec un léger décalage) ou, au contraire, être absente.
Les Mouchon au type II et les timbres au type retouchés, s'ils sont exempts des problèmes d'impression, peuvent aussi être mal centrés par rapport aux perforations.
En-dehors des défauts de placement de la valeur dans son cadre pour le type I et de centrage du timbre par rapport à sa dentelure, les variétés accidentelles rencontrées sur ces timbres sont assez peu fréquentes en raison des tirages relativement faibles comparés à ceux d'autres timbres d'usage courant. Ce sont des défauts habituels qui peuvent affecter toutes les valeurs des Mouchon de 1900 comme de 1902 : piquage à cheval ou oblique, absence totale ou partielle de dentelure, impression recto-verso. Sur les 15 centimes « franchise militaire », la surcharge peut être renversée ou se trouver à cheval sur deux timbres mais cette particularité est la source de nombreuses falsifications.
La constitution d'une collection de timbres au type Mouchon s'avère relativement onéreuse si les timbres sont recherchés neufs et exempts de défauts ; c'est le cas des Mouchon non retouchés au type I, notamment sur lettre, les tirages ayant été assez réduits. Les timbres au type II, plus courants, sont beaucoup plus abordables. Les timbres au type modifié surchargés des bureaux à l'étranger s'avèrent plus faciles et historiquement intéressants à collectionner.